# Ulrich Liebsch
Ulrich „Uli“ Liebsch (* 17. August 1966 in Geretsried) ist ein ehemaliger deutscher Eishockeyspieler und -trainer. Seit 2014 ist er Nachwuchskoordinator für die Deutsche Eishockey Liga (DEL). Zuvor war er als Flügelstürmer unter anderem für den EHC Freiburg, die Kölner Haie und Berlin Capitals in der Bundesliga und DEL aktiv. Als Cheftrainer betreute er unter anderem den DEL-Klub Iserlohn Roosters.

## Karriere
Uli Liebsch begann seine Karriere als Spieler des TuS Geretsried in seiner Heimatstadt. Für die erste Mannschaft debütierte er in der Saison 1984/85 in der 2. Bundesliga. Nachdem das Team dort den letzten Platz belegt hatte und abgestiegen war, wechselte er innerhalb der Liga zum EHC Freiburg, mit dem er zweimal Zweitliga-Meister wurde und 1988 in die Bundesliga aufstieg. Von 1985 bis 1990 blieb der Angreifer fünf Jahre im Breisgau.
Im Jahr 1990 holte ihn der Kölner EC an den Rhein. In der Spielzeit 1990/91 absolvierte Liebsch auch seine einzigen elf Länderspiele für die deutsche Nationalmannschaft. Nach der Vizemeisterschaft 1991 blieb er noch drei weitere Jahre in der Domstadt. 1994 kehrte er in seine Heimat zurück und unterstützte für eine Saison den TuS Geretsried in der damals zweitklassigen 1. Liga Süd. Im Jahr 1995 kehrte er in die höchste deutsche Liga zurück, wo ihn die Preussen Devils unter Vertrag nahmen, die sich ein Jahr später in Berlin Capitals umbenannten. Nach drei Jahren in der Hauptstadt wechselte er 1998 zum SC Bietigheim-Bissingen in die zweithöchste Spielklasse. Dort beendete er im Jahr 2001 seine aktive Karriere.

### Trainerlaufbahn
Nach seinem Karriereende wurde Liebsch Nachwuchstrainer beim SC Bietigheim-Bissingen. Aufgrund seiner Erfolge in den unterschiedlichen Altersklassen wurde er im Jahr 2004 zum Cheftrainer der Herren-Mannschaft in der 2. Bundesliga berufen, ein Jahr später auch zum sportlichen Leiter des Klubs. Im Dezember 2006, als das Ziel, die Playoffs zu erreichen, in Gefahr geriet, wurde er bei den Steelers entlassen. Zur Saison 2007/08 stieß er zu den Iserlohn Roosters aus der Deutschen Eishockey Liga, bei denen er an der Seite von Rick Adduono und Steve Stirling als Co-Trainer tätig war. Nach Stirlings Entlassung stieg Liebsch im Februar 2009 zum Cheftrainer der Roosters auf. Auf dieser Position ging er auch in die Spielzeit 2009/10. Im Dezember 2009 wurde Vertrag vorzeitig bis 2011 verlängert. Ein Jahr später, im Dezember 2010, wurde er allerdings wegen Erfolglosigkeit entlassen. Mitte Juli 2011 wurde er als neuer Cheftrainer der Towerstars Ravensburg vorgestellt, für die er eine Saison lang tätig war.
Seit 2014 ist Liebsch Nachwuchskoordinator für die DEL. Zudem war er zwischen 2014 und 2018 auch für den Deutschen Eishockey-Bund tätig und betreute hauptsächlich die U16-Junioren-Nationalmannschaft.

## Erfolge und Auszeichnungen
- 1987 Meister der 2. Bundesliga mit dem EHC Freiburg
- 1988 Meister der 2. Bundesliga und Aufstieg in die Bundesliga mit dem EHC Freiburg

## Karrierestatistik
(Legende zur Spielerstatistik: Sp oder GP = absolvierte Spiele; T oder G = erzielte Tore; V oder A = erzielte Assists; Pkt oder Pts = erzielte Scorerpunkte; SM oder PIM = erhaltene Strafminuten; +/− = Plus/Minus-Bilanz; PP = erzielte Überzahltore; SH = erzielte Unterzahltore; GW = erzielte Siegtore; 1 Play-downs/Relegation; Kursiv: Statistik nicht vollständig); 2nur Saison 1998/99; 3ohne Saison 1998/99

## Familie
Uli Liebsch ist der Vater des Eishockeyspielers Milan Liebsch, der unter anderem für Bietigheim, den EHC München und Ravensburg in der 2. Bundesliga aktiv war.